# Davor Vugrinec
Davor Vugrinec (Varaždin, 24 de março de 1975) é um futebolista croata que disputou a Copa do Mundo de 2002. Atualmente, ele joga no NK Zagreb.